# Шападас-дас-Мангабейрас (микрорегион)

Шападас-дас-Мангабейрас на карте.

Шападас-дас-Мангабейрас (порт. Microrregião das Chapadas das Mangabeiras) — микрорегион в Бразилии, входит в штат Мараньян. Составная часть мезорегиона Юг штата Мараньян. Население составляет 68 036 человек (на 2010 год). Площадь — 16 969,208 км². Плотность населения — 4,01 чел./км².

## Демография
Согласно сведениям, собранным в ходе переписи 2010 г. Национальным институтом географии и статистики (IBGE), население микрорегиона составляет:
| Полное население                             | Полное население                             | Полное население                             | Полное население                             | 68 036 |
| -------------------------------------------- | -------------------------------------------- | -------------------------------------------- | -------------------------------------------- | ------ |
| в том числе:                                 | Городское население                          | 40 360                                       | Процент городского населения, %              | 59,32  |
|                                              | Сельское население                           | 27 676                                       | Процент сельского населения, %               | 40,68  |
|                                              | Мужское население                            | 35 095                                       | Процент мужского населения, %                | 51,58  |
|                                              | Женское население                            | 32 941                                       | Процент женского населения, %                | 48,42  |
| Плотность населения, чел/км²                 | Плотность населения, чел/км²                 | Плотность населения, чел/км²                 | Плотность населения, чел/км²                 | 4,01   |
| Население микрорегиона в % к населению штата | Население микрорегиона в % к населению штата | Население микрорегиона в % к населению штата | Население микрорегиона в % к населению штата | 1,03   |

## Статистика
- Валовой внутренний продукт на 2003 год составляет 274 532 365,00 реалов (данные: Бразильский институт географии и статистики).
- Валовой внутренний продукт на душу населения на 2003 год составляет 4277,96 реалов (данные: Бразильский институт географии и статистики).
- Индекс развития человеческого потенциала на 2000 год составляет 0,617 (данные: Программа развития ООН).

## Состав микрорегиона
В составе микрорегиона включены следующие муниципалитеты:
1. Бенедиту-Лейти
2. Форталеза-дус-Ногейрас
3. Лорету
4. Нова-Колинас
5. Самбаиба
6. Сан-Домингус-ду-Азейтан
7. Сан-Фелис-ди-Балсас
8. Сан-Раймунду-дас-Мангабейрас